# Monte Mottarone
Der Monte Mottarone ist ein 1491 m s.l.m. hoher Berg in der Region Piemont. Er liegt zwischen Omegna am Lago d’Orta und Stresa am Lago Maggiore.

## Tourismus
Als höchster Punkt der Region bietet der Berg, dessen Gipfelbereich über die Waldgrenze hinausragt, eine weite Rundumsicht über die sieben umliegenden oberitalienischen und Schweizer Alpenseen und Bergmassive, darunter der Monte Rosa.
Auf dem Gipfel befinden sich aufgrund der Lage mehrere Antennenanlagen.
Der Berg wird touristisch sehr stark genutzt, unter anderem zum Skifahren, Wandern, Mountainbiken und Gleitschirmfliegen. In der Nähe der Mittelstation der Seilbahn kann man den Giardino botanico Alpinia, einen botanischen Garten mit zahlreichen Alpenpflanzen und guter Aussicht über den Lago Maggiore, besuchen. Am Gipfel ist unter dem Namen «Alpyland» eine Sommerrodelbahn eingerichtet. An der mautpflichtigen Straße liegt ein Museum für Schirme und Sonnenschirme.
Von 1911 bis 1963 verkehrte die schmalspurige Zahnradbahn der Ferrovia Stresa–Mottarone von Stresa bis auf den Gipfel. Von beiden Seen führen steile Bergstraßen zu den Anlagen auf dem Berg.
Der Berg ist seit 1970 durch die zweiteilige Luftseilbahn „Funivia Stresa-Alpino-Mottarone“ erschlossen, die von der Baufirma Impresa Poscio und der Bahnbaufirma Piemonte Funivie in Turin errichtet wurde. Von Oktober 2014 bis 12. August 2016 war der Betrieb wegen Instandsetzungsarbeiten eingestellt. Die Zwischenstation der beiden Sektionen steht auf 803 m Höhe. Von der Bergstation der Pendelbahn auf 1385 m Höhe erreicht man den Gipfel in etwa 20 Minuten zu Fuß oder mit Hilfe eines Sessellifts.
Am 23. Mai 2021 stürzte eine Kabine der oberen Seilbahnsektion nahe der obersten Stütze ab. Dabei kamen vierzehn der fünfzehn Passagiere ums Leben.

## Aussicht
Vom Monte Mottarone genießt man einen Einblick in die gut 45 km entfernte höchste Wand der Alpen, die Ostwand des Monte Rosa. Des Weiteren kann man bei entsprechender Sicht vom Gipfel unter anderem im Westen Monviso und Gran Paradiso, im Nordwesten und Norden viele weitere Gipfel der Walliser Alpen bis hin zum Fletschhorn und Teile der Berner Alpen (Aletschhorn), im Nordosten das Rheinwaldhorn und weit im Osten die Bernina und den Monte Disgrazia erblicken.

## Bilder

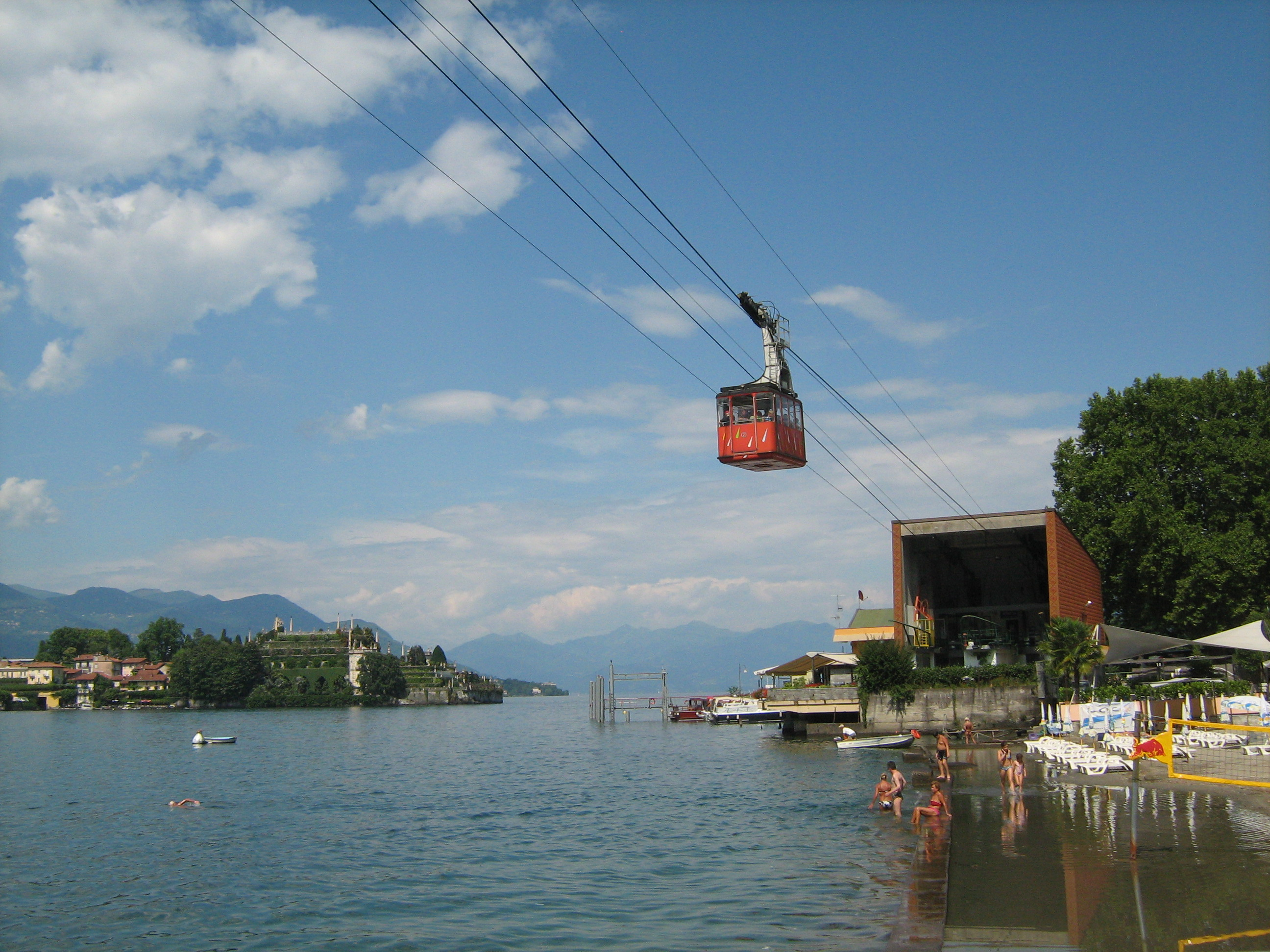
Seilbahn von Stresa
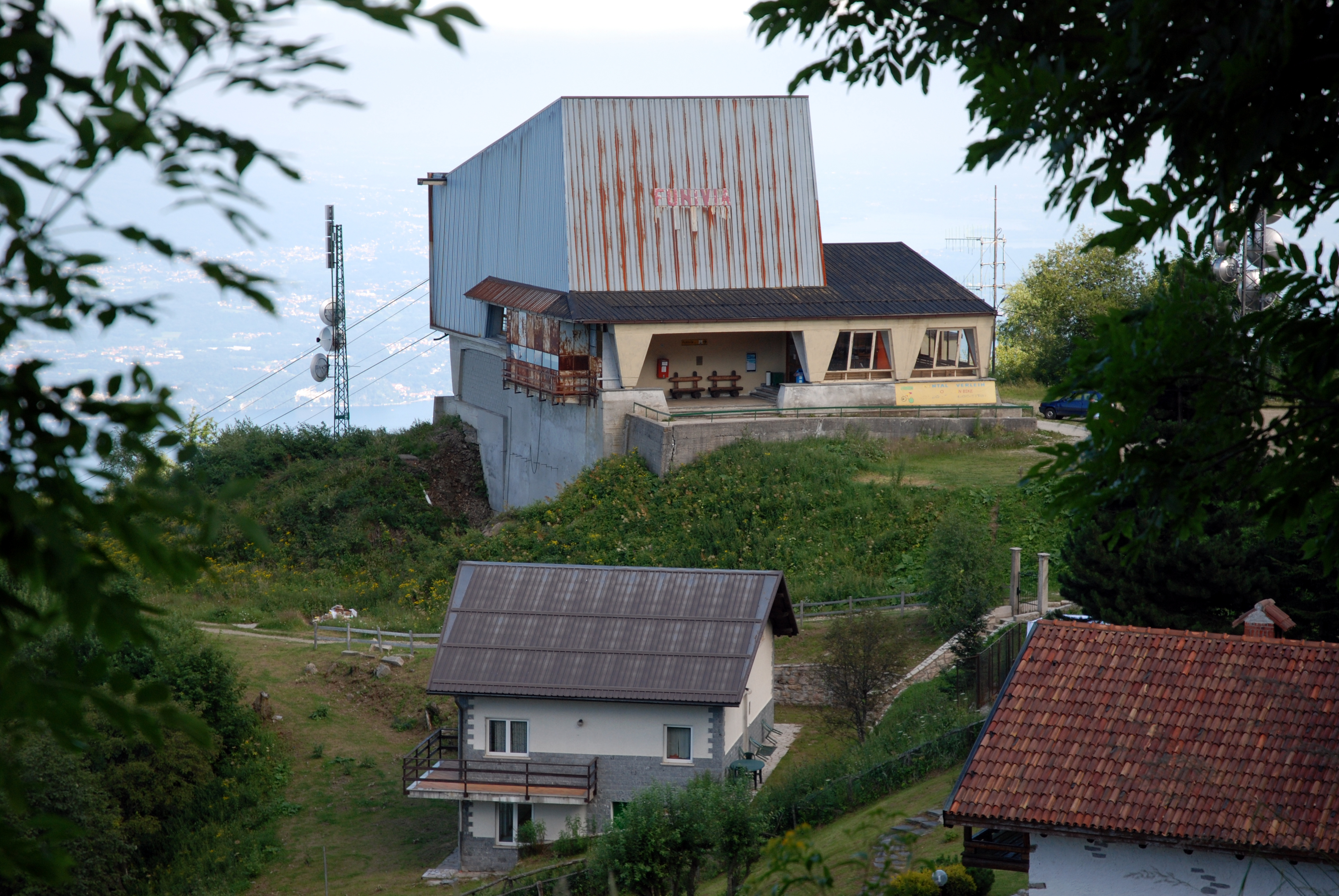
Bergstation der Seilbahn
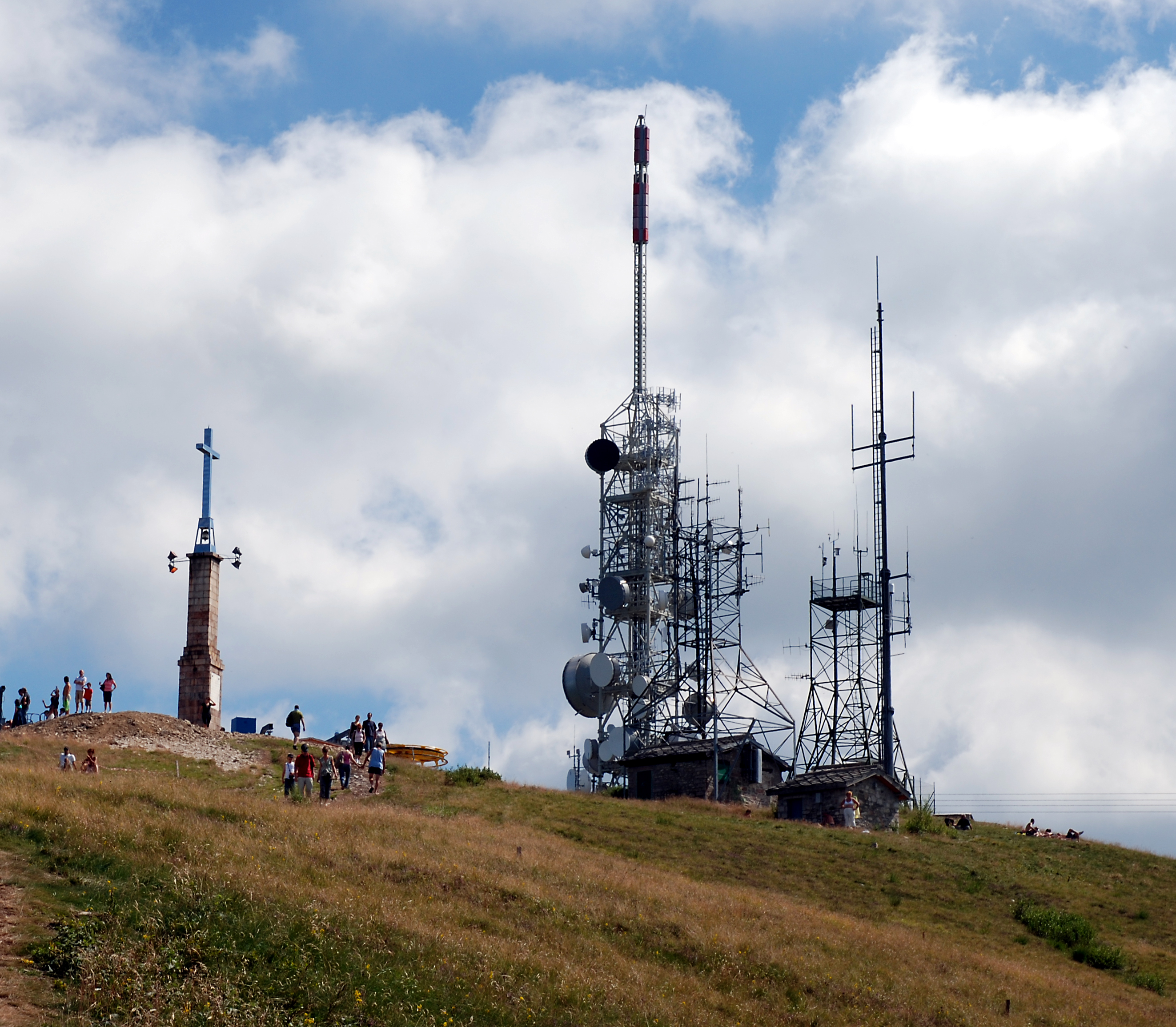
Gipfel des Mottarone
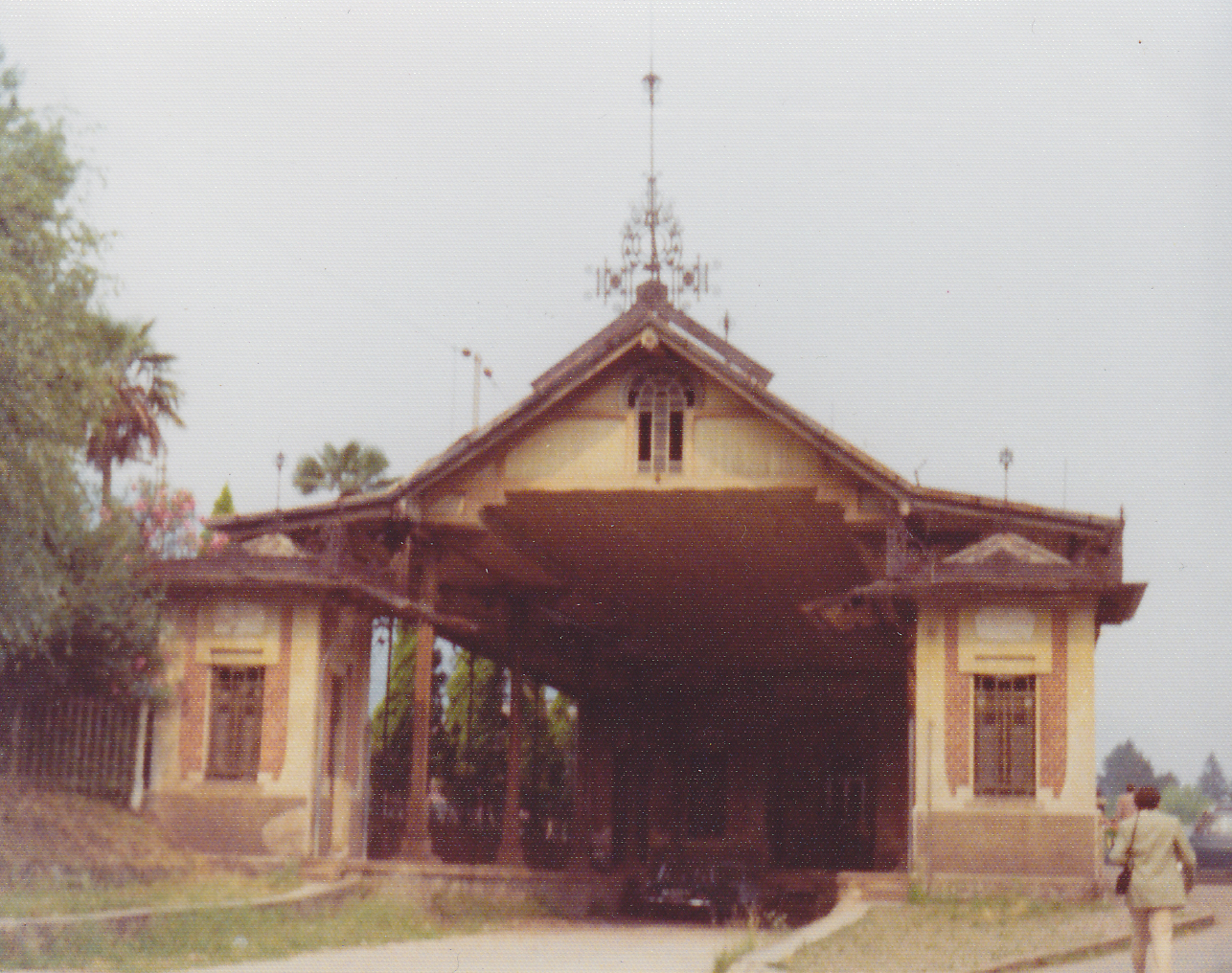
Ehemaliger Talbahnhof in Stresa, 26. Juli 1975
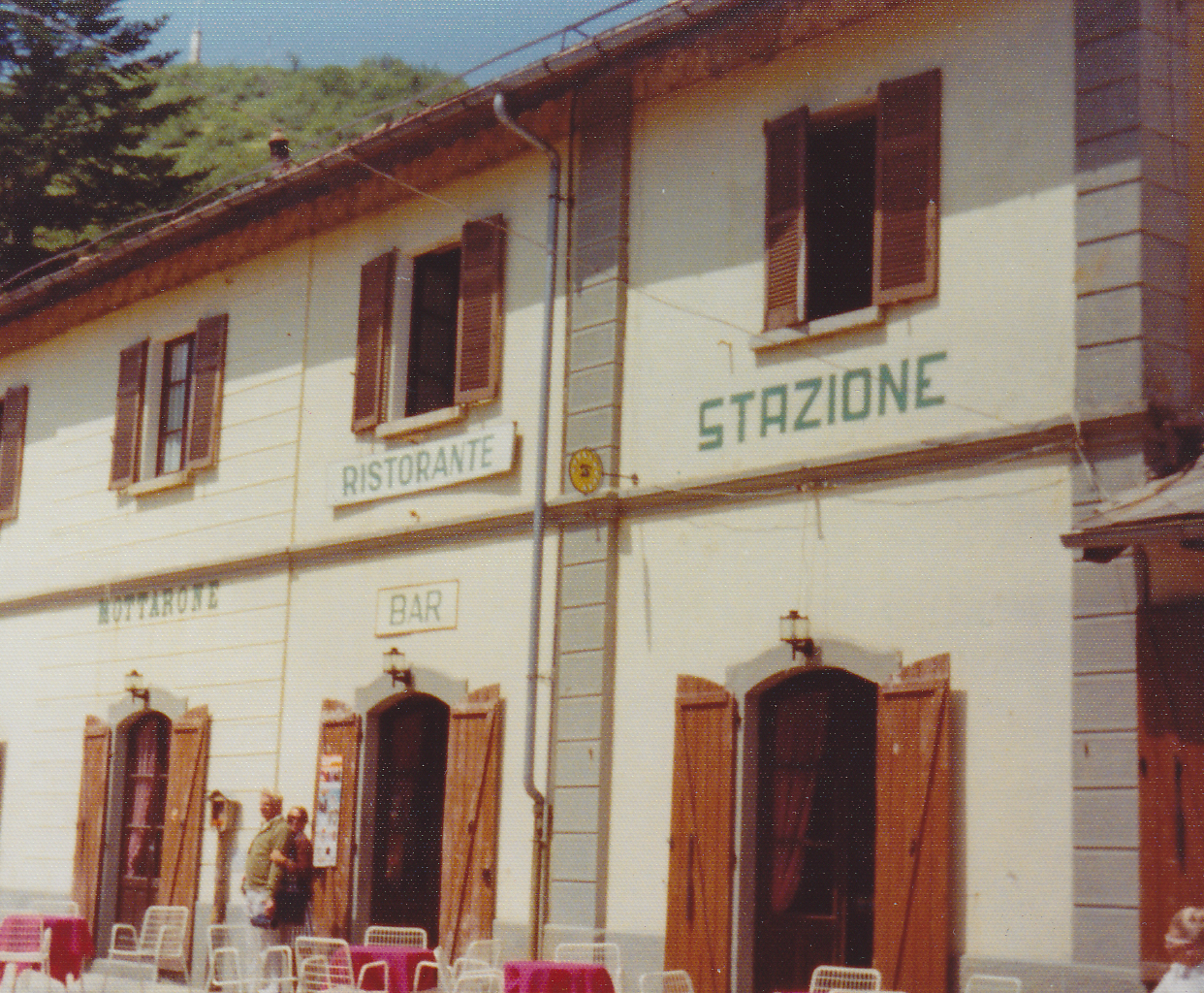
Ehemaliger Bergbahnhof der Zahnradbahn, 26. Juli 1975
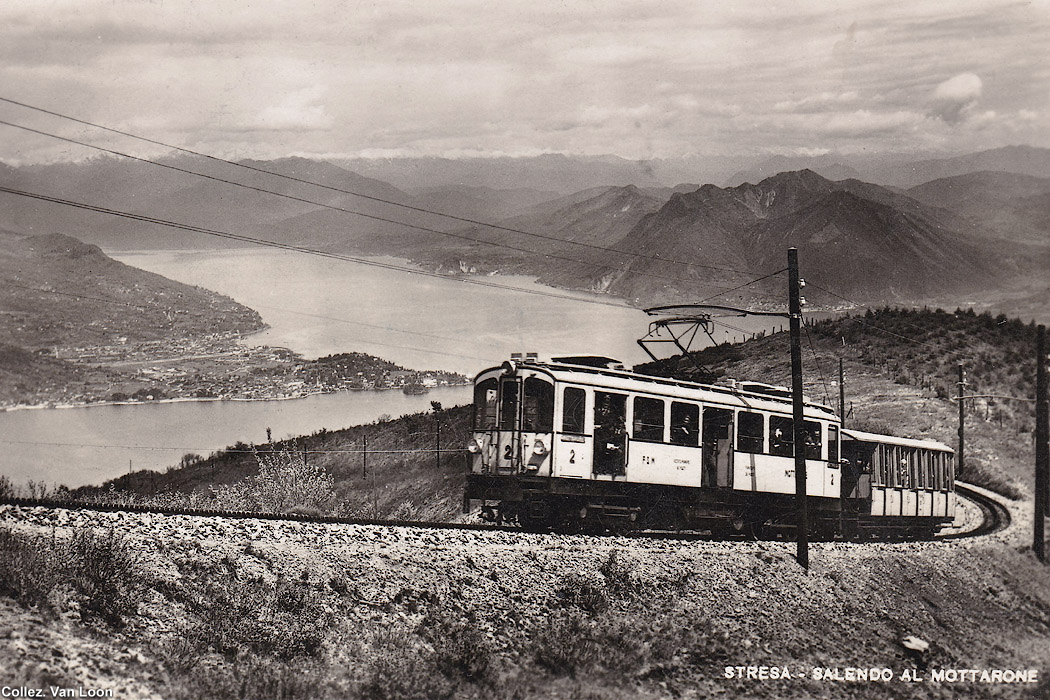
Zug der ehemaligen Zahnradbahn